# Pravenec
Pravenec (in tedesco Kleinproben, in ungherese Kispróna) è un comune della Slovacchia facente parte del distretto di Prievidza, nella regione di Trenčín.
Fu menzionato per la prima volta in un documento storico nel 1267 quando alcuni coloni tedeschi si insediarono qui. Il villaggio appartenne, in successione, ai Diveky/Diviacky, ai Bossány, ai Majthénny e agli Ujfalussi.